# 彩石邨
彩石邨（英語：Choi Shek Estate），是香港房屋委員會轄下一個公共屋邨，位於新界北區上水第4/30區，鄰近寶石湖邨、上水廣場2，目前仍在興建中，大部分樓宇預計2025年入伙，另瑰寶樓將於2029年入伙。

## 歷史
彩石邨所在的兩幅用地，原先均規劃作工業用途。當中，上水4/30區一號地盤前身為上水臨時房屋區東南部，於1991年因渠務工程而拆卸；而二號地盤則一直未有發展。其後，兩幅地皮均改為臨時停車場。
因應公營房屋需求上升，政府於2014年已研究將彩石邨現址改劃作公營房屋，並於五年後提出申請。其後，此邨大部分樓宇於2020年動工，但瑰寶樓要到2024年尾才動工，以配合臨時停車場遷置安排。
2024年7月，一號地盤正式命名為「彩石邨」；及後，琥珀樓及錦玉樓的租金於2024年9月釐定。
而二號地盤則曾為綠表置居計劃屋苑，並已於2024年2月簽立地契。然而，由於房委會決定改為出售時稱「宏業邨」的九龍灣宏緻苑，該無名屋苑於同年12月重新改作出租公屋，並併入彩石邨，命名為玥石樓、耀石樓及榮石樓，其租金亦於2025年3月釐定。

## 屋邨資料

### 樓宇
| 樓宇名稱 | 樓宇類型                    | 落成年份       | 樓宇層數 | 每層伙數                   | 單位總數（伙） | 建築師                                         | 總承建商 （地基承建商） | 提供升降機的廠商 | 期數          |
| -------- | --------------------------- | -------------- | -------- | -------------------------- | -------------- | ---------------------------------------------- | ----------------------- | ---------------- | ------------- |
| 琥珀樓   | 非標準設計大廈 （T型）      | 2025年         | 41       | 19（4-16樓） 14（17-40樓） | 583            | 房屋署總建築師（3）、 巴馬丹拿                 | 瑞安建業 （惠保）       | 通力             | 1號地盤第一期 |
| 錦玉樓   | 非標準設計大廈 （X型）      | 2025年         | 45       | 22                         | 880            | 房屋署總建築師（3）、 巴馬丹拿                 | 瑞安建業 （惠保）       | 通力             | 1號地盤第一期 |
| 玥石樓   | 非標準設計大廈 （L型）      | 2025年         | 47       | 16                         | 688            | 房屋署總建築師（3）、 劉榮廣伍振民建築師事務所 | 瑞安建業 （惠保）       | 通力             | 2號地盤第二期 |
| 耀石樓   | 非標準設計大廈 （L型）      | 2025年         | 45       | 10                         | 410            | 房屋署總建築師（3）、 劉榮廣伍振民建築師事務所 | 瑞安建業 （惠保）       | 通力             | 2號地盤第二期 |
| 榮石樓   | 非標準設計大廈 （其他類型） | 2025年         | 40       | 9                          | 333            | 房屋署總建築師（3）、 劉榮廣伍振民建築師事務所 | 瑞安建業 （惠保）       | 通力             | 2號地盤第二期 |
| 瑰寶樓   | 非標準設計大廈 （T型）      | 2029年（預計） | 41       | 19（2-11樓） 15（12-40樓） | 625            | 房屋署總建築師（3）、 巴馬丹拿                 | 未定 （金門建築）       | 未定             | 1號地盤第二期 |

## 設施
除休憩花園、遊樂場、球場及園景平台，此邨亦設有若干配套設施，包括地下舖位、屋邨停車場、管理處，以及位於琥珀樓地下的幼稚園，於2024年7月推出競投。該幼稚園校舍將用作重置位於荃灣滿樂大廈的滿樂幼稚園。
而在耀石及榮石樓側，為由財政司司長法團租用、運輸署管理的嘉富坊公眾停車場，以遷置瑰寶樓地盤前身的臨時停車場。另外，瑰寶樓基座亦將建有一個公共交通交匯處，並將於樓宇北側另建一座包括地區康健中心、社區會堂、嚴重智障人士院舍及展能中心的聯用綜合大樓。

## 興建圖集

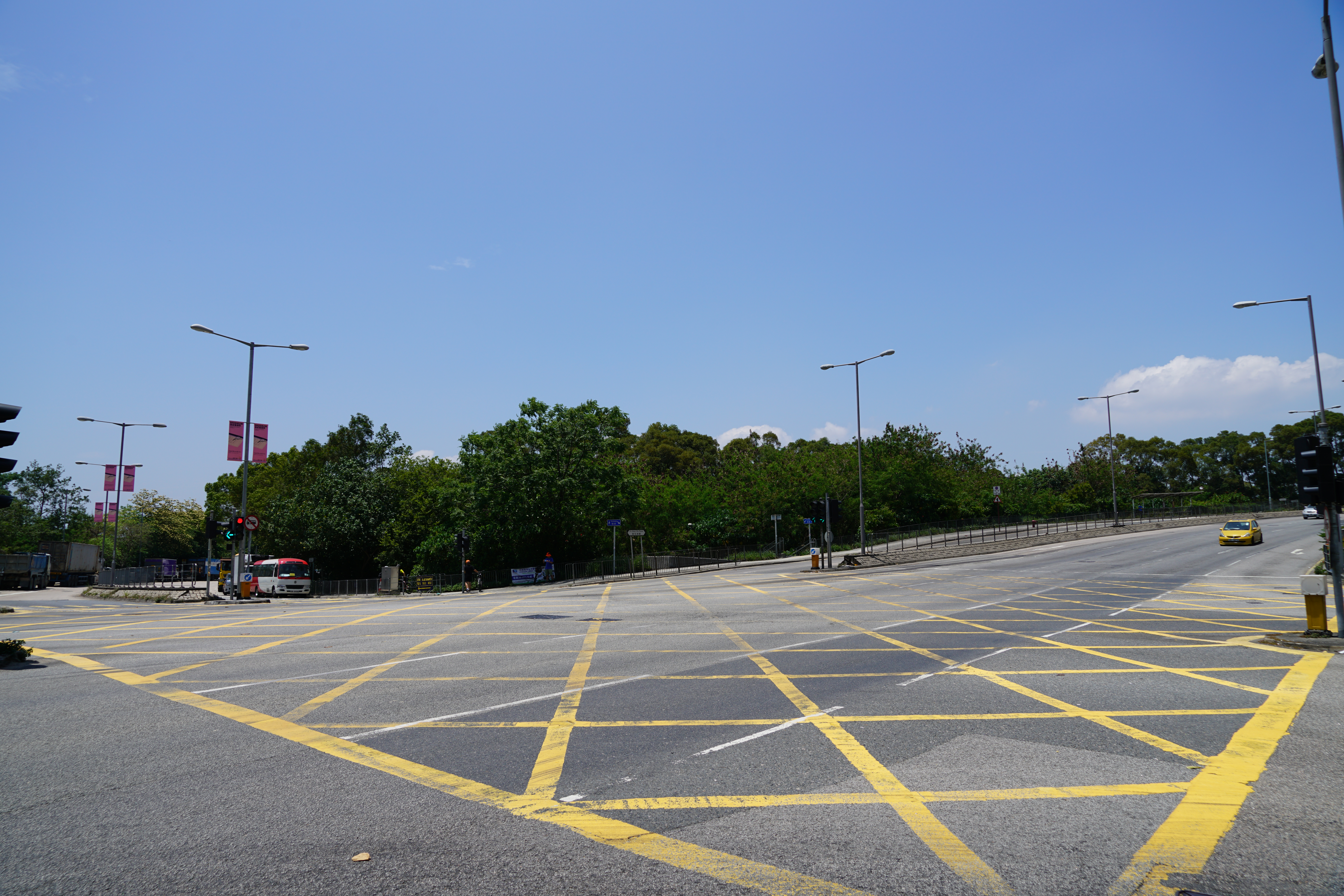
動工前的一號地盤（2020年）
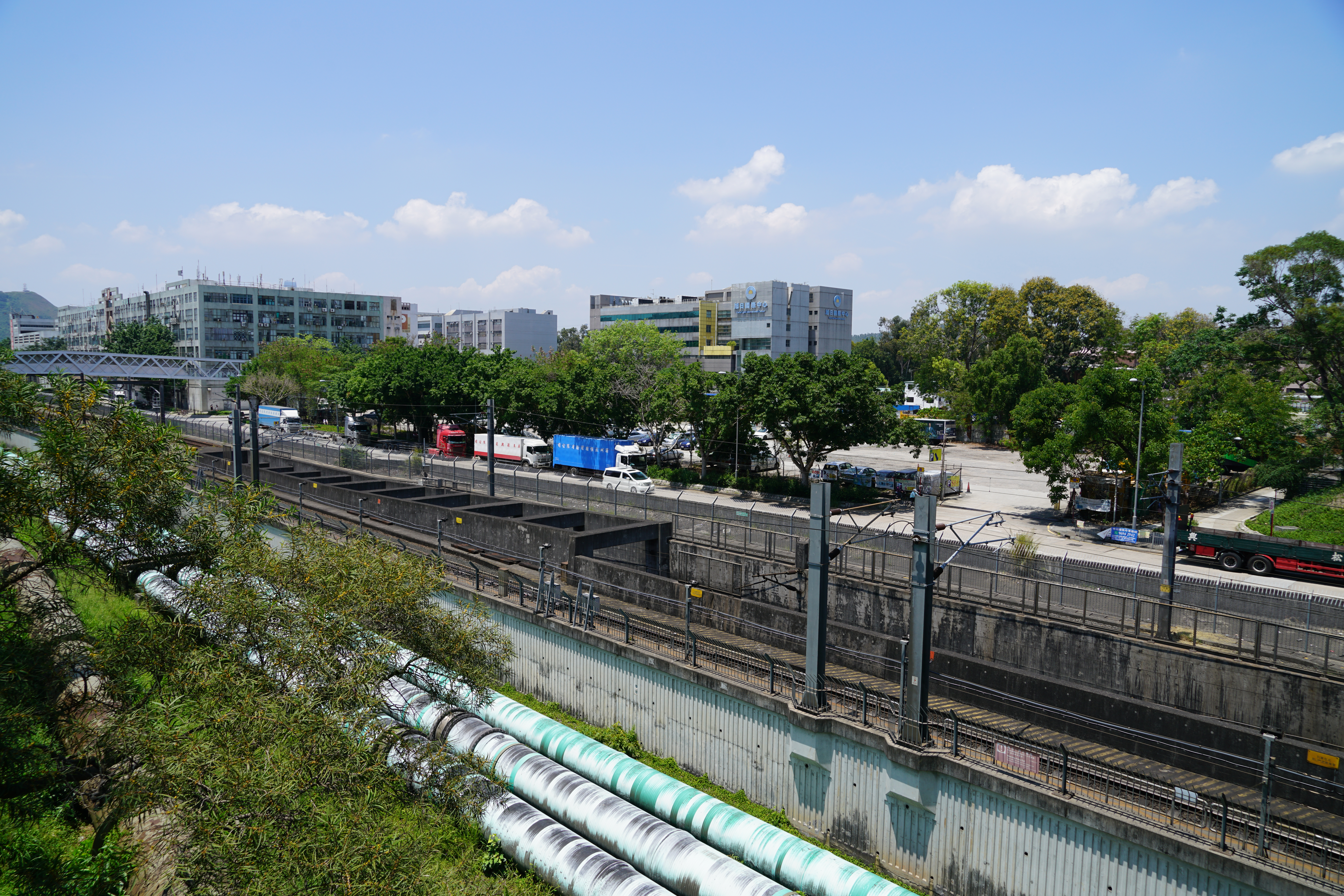
動工前的二號地盤（2020年）
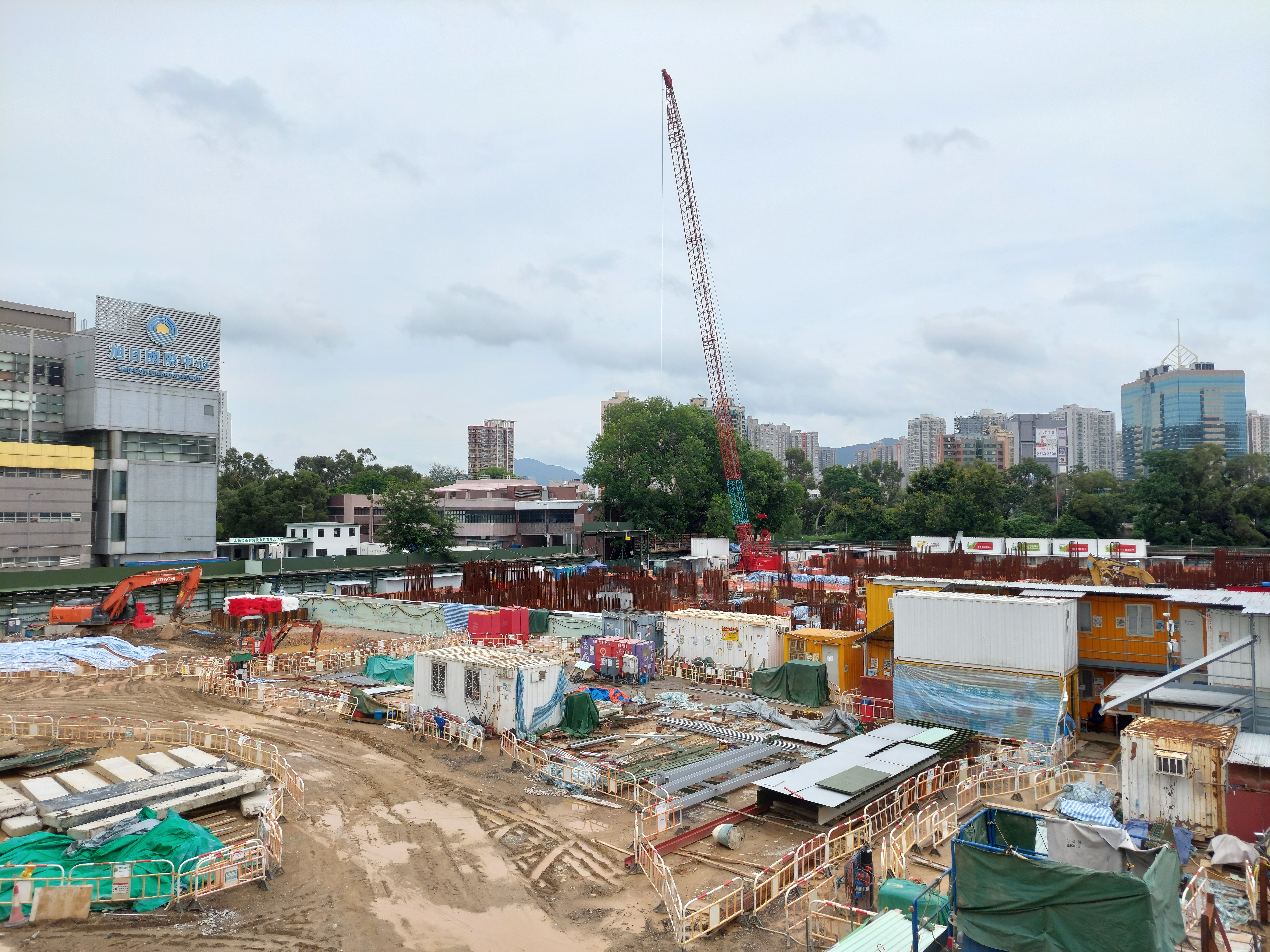
二號地盤完成地基工程（2022年6月）
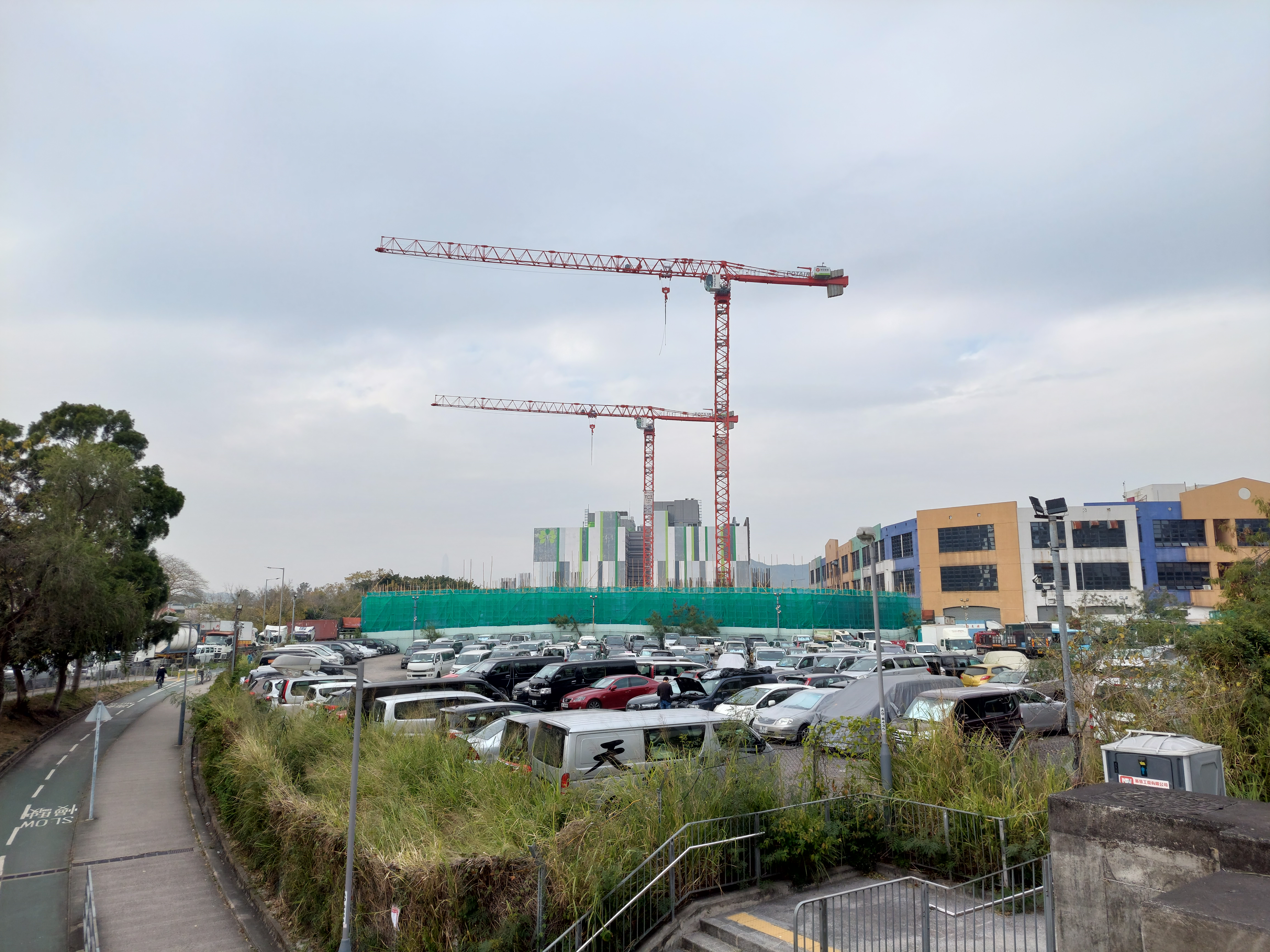
一號地盤建至首層（2023年1月）
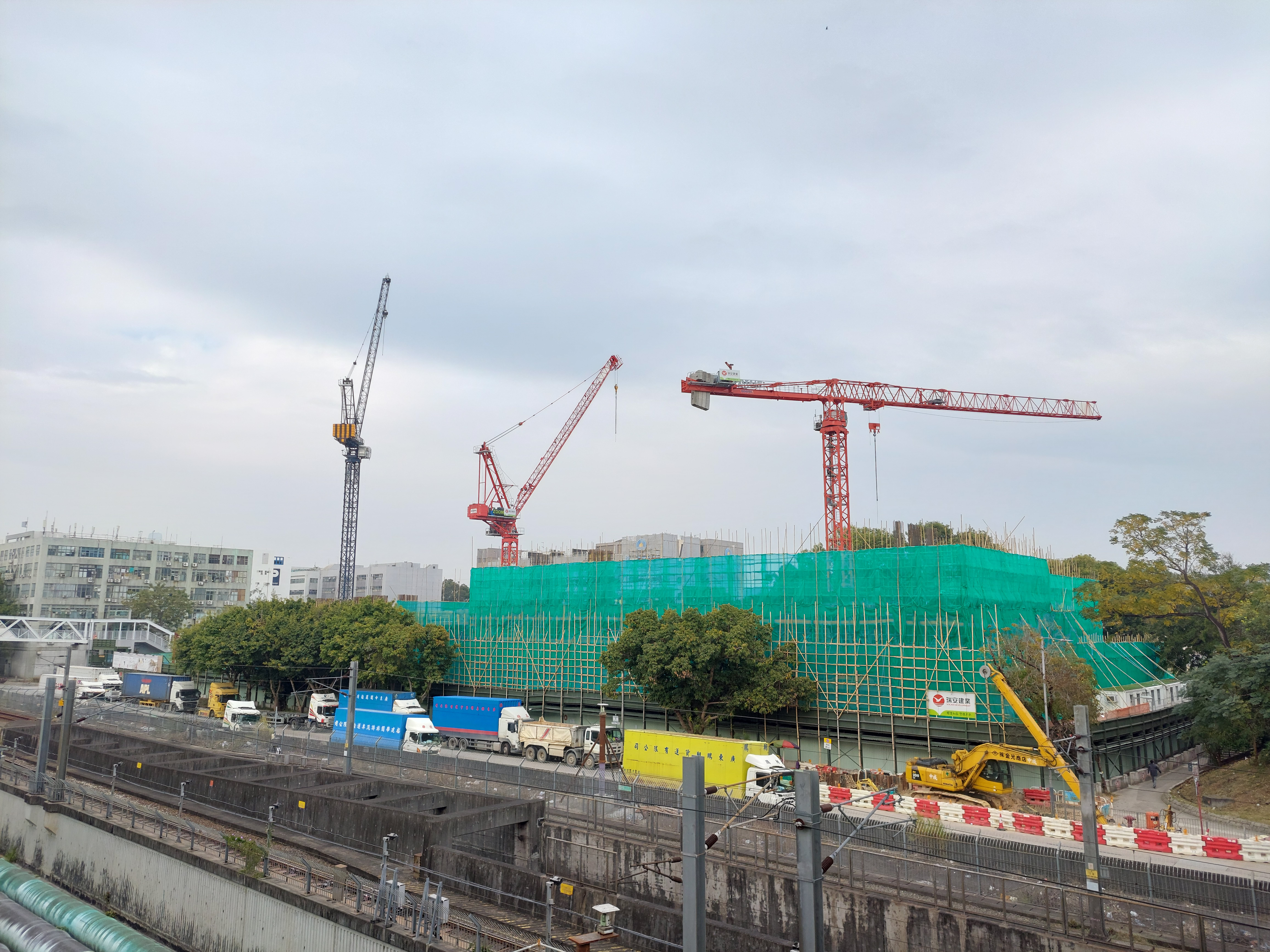
二號地盤已建首層（2023年1月）
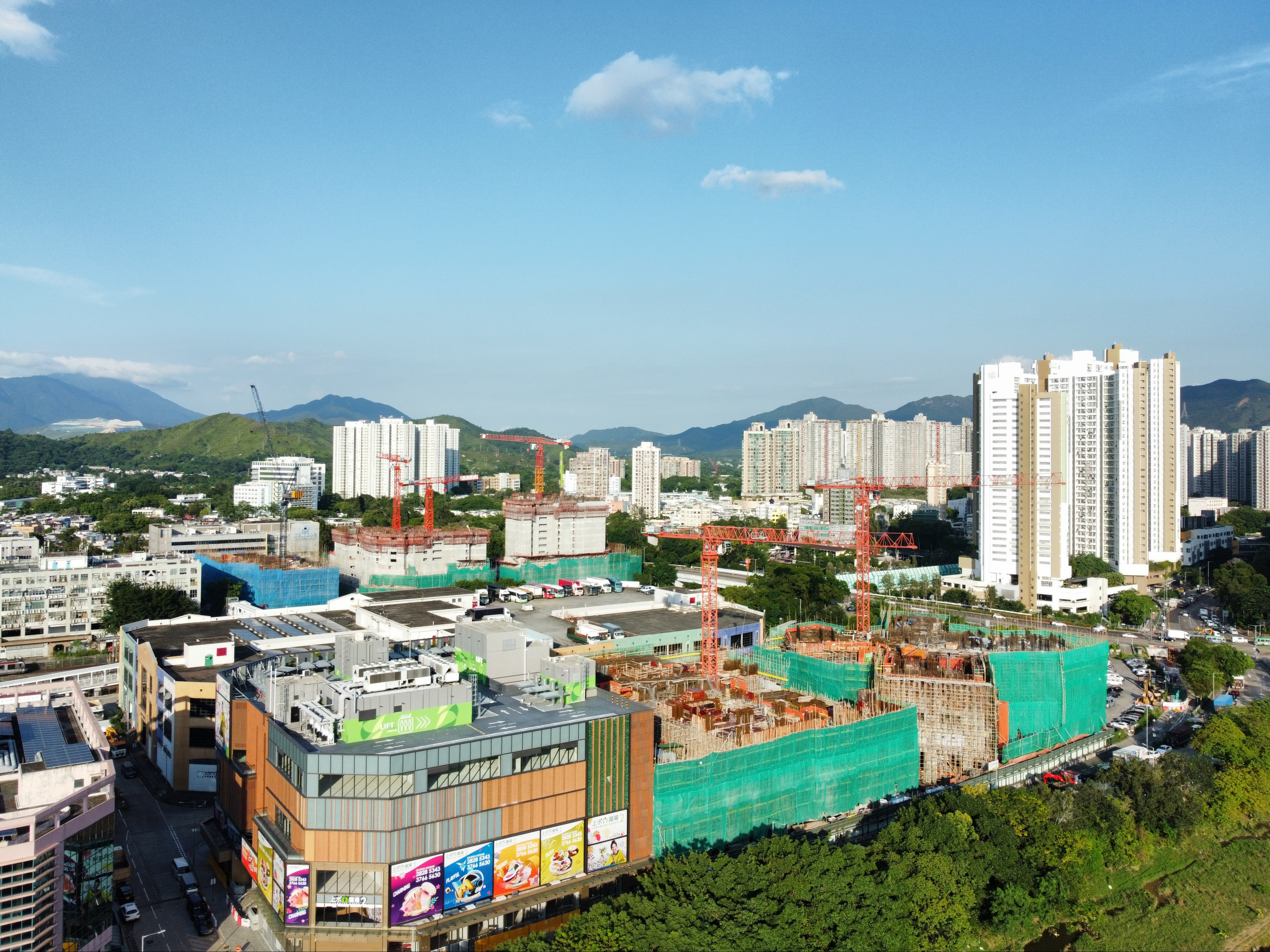
2023年9月
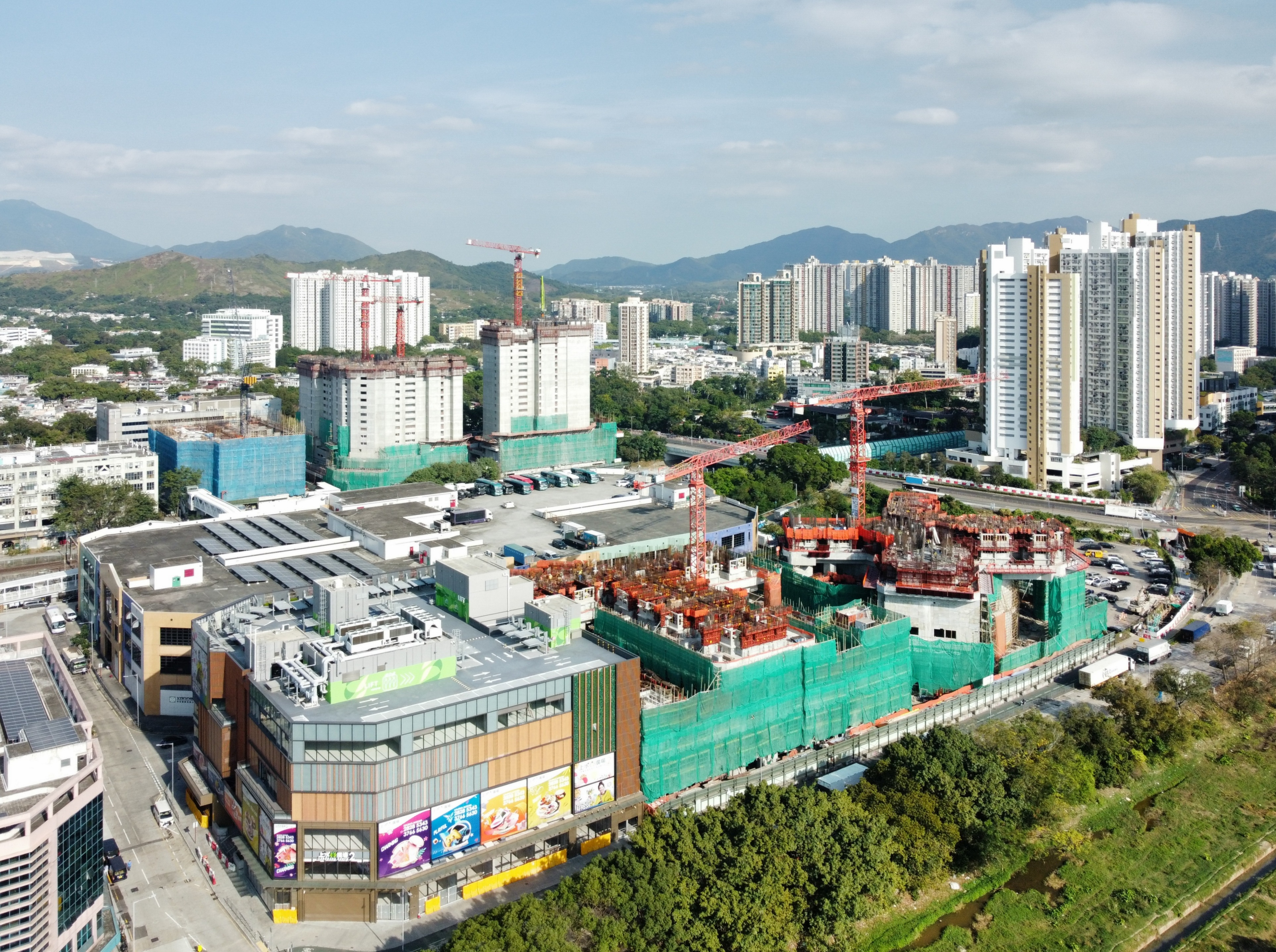
2023年12月
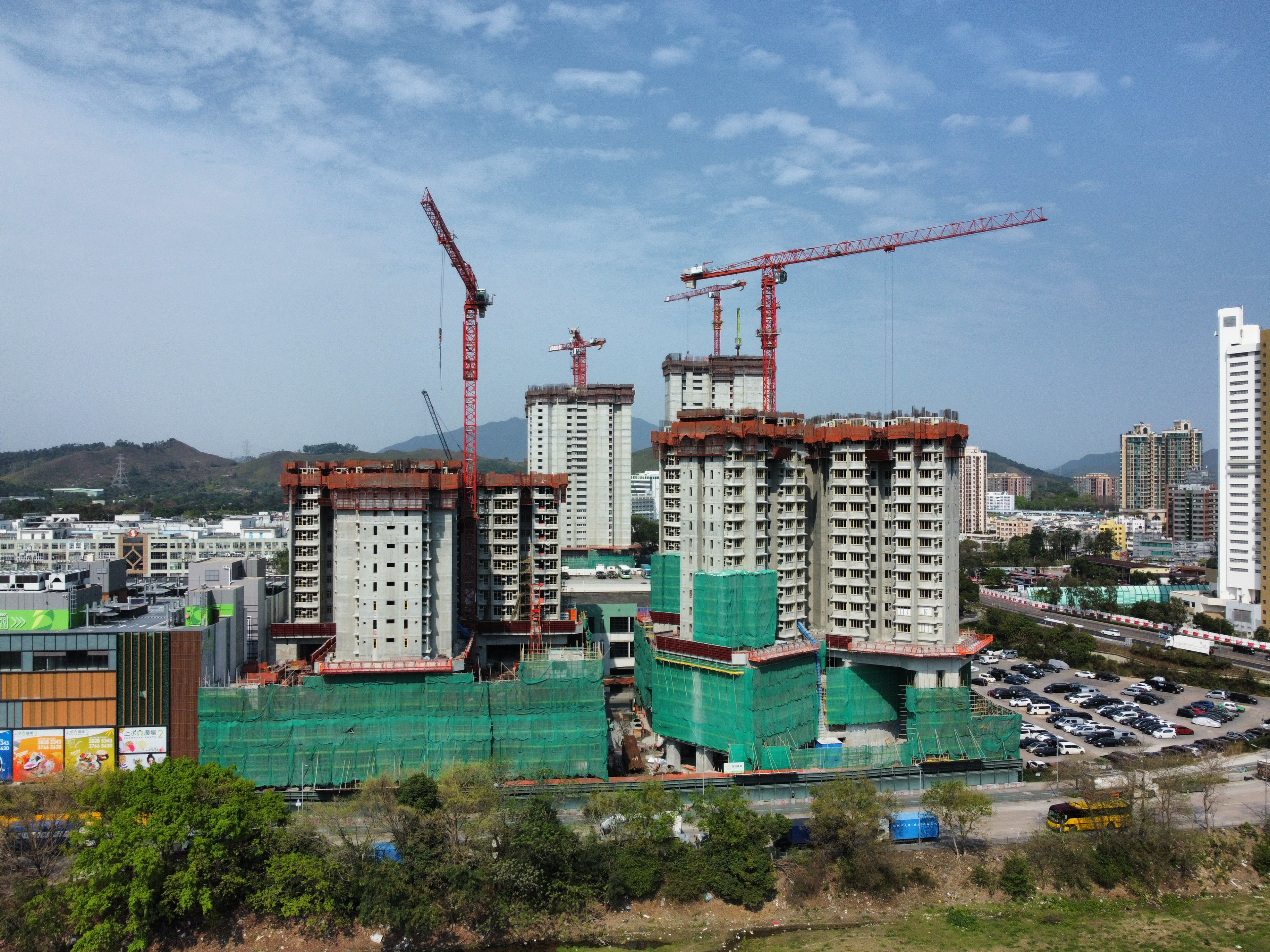
2024年3月
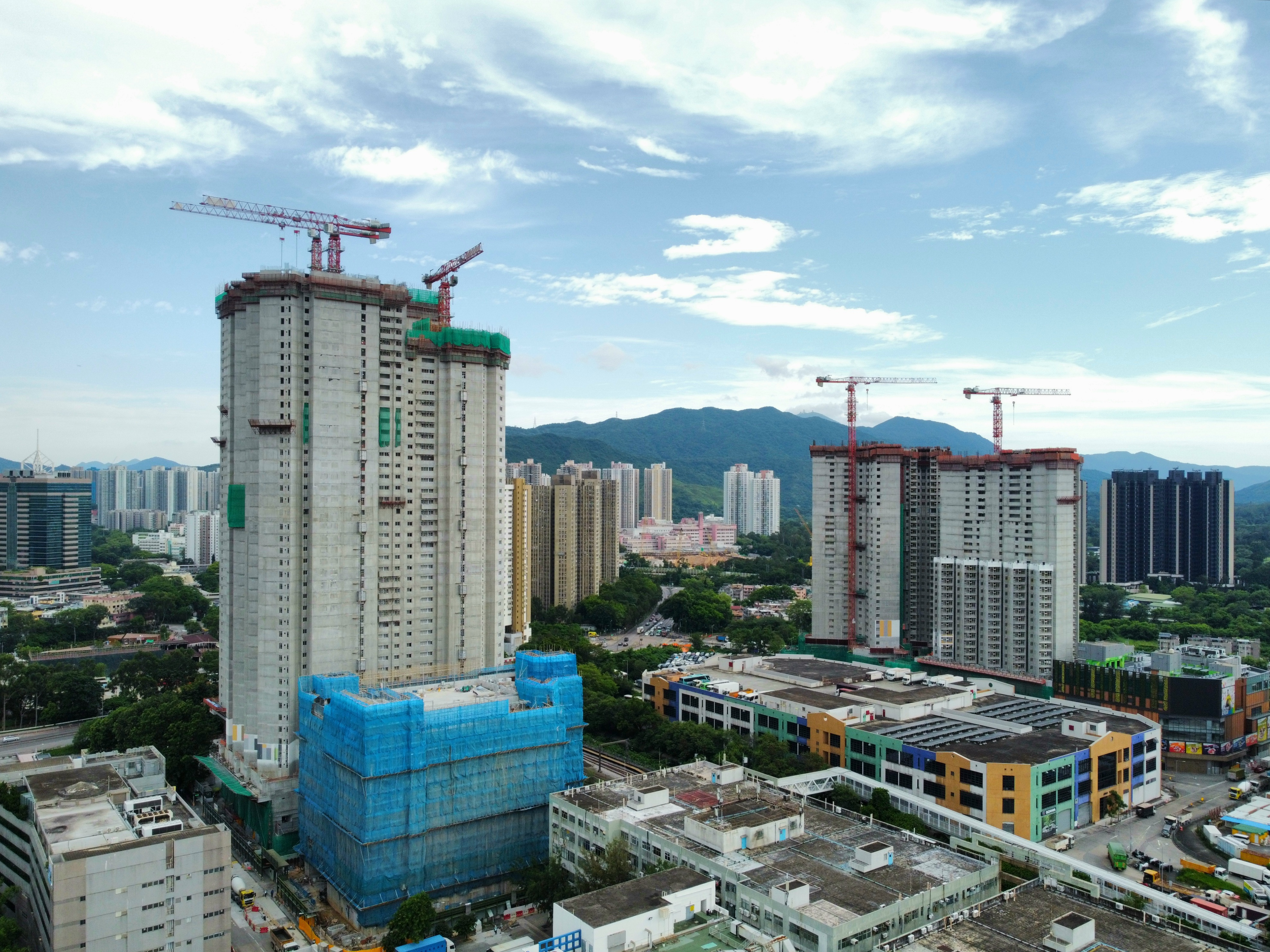
2024年8月
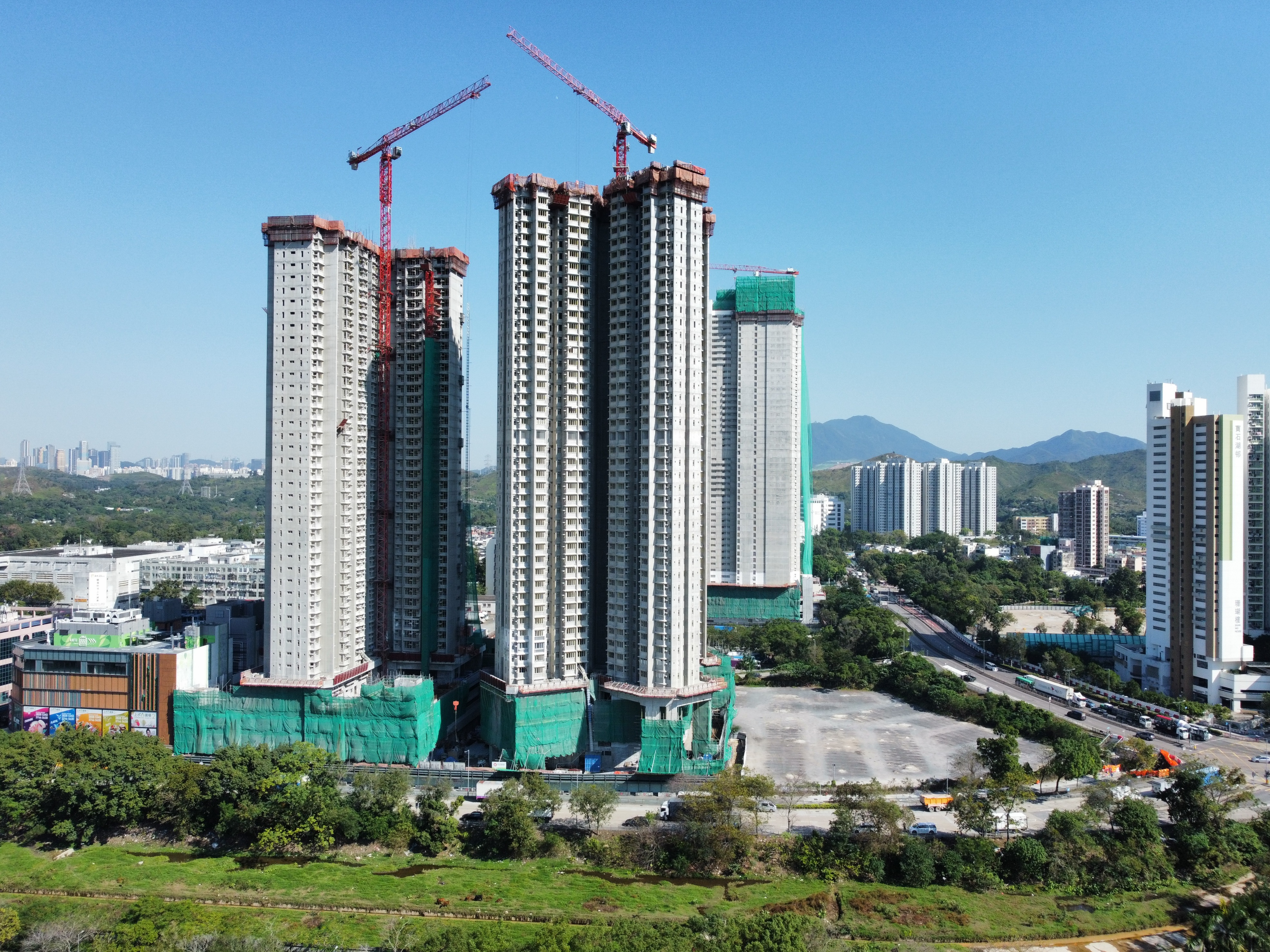
2024年11月
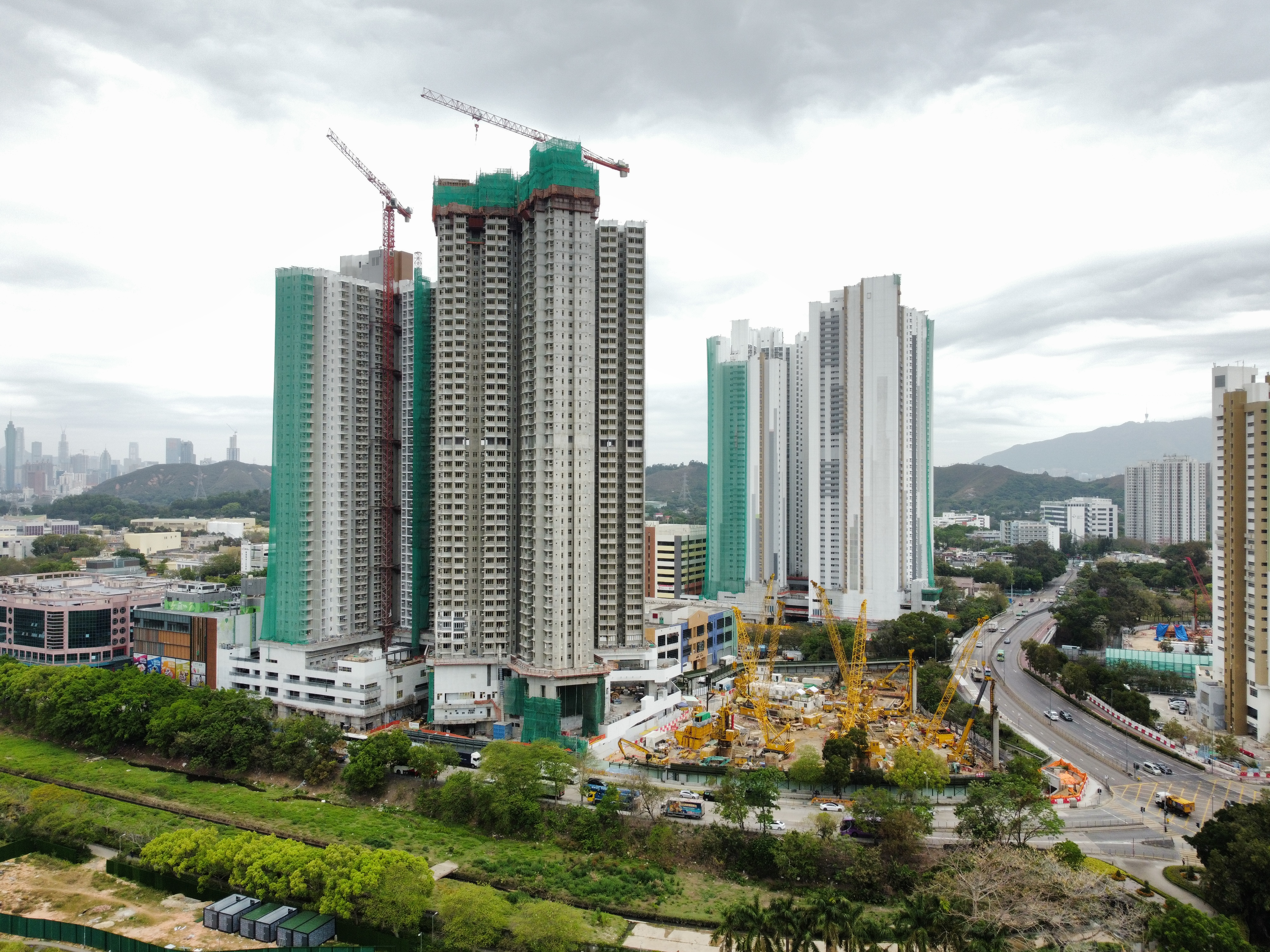
2025年4月

## 鄰近地方
- 寶石湖路居屋（興建中）
- 寶石湖邨
- 彩園邨
- 彩蒲苑

## 註解
1. ↑  進入網頁後，選擇「北區」及「2024」，即可見相關批地紀錄。
2. ↑  包括避火層（如適用）、地下及基座